# Vorbunker

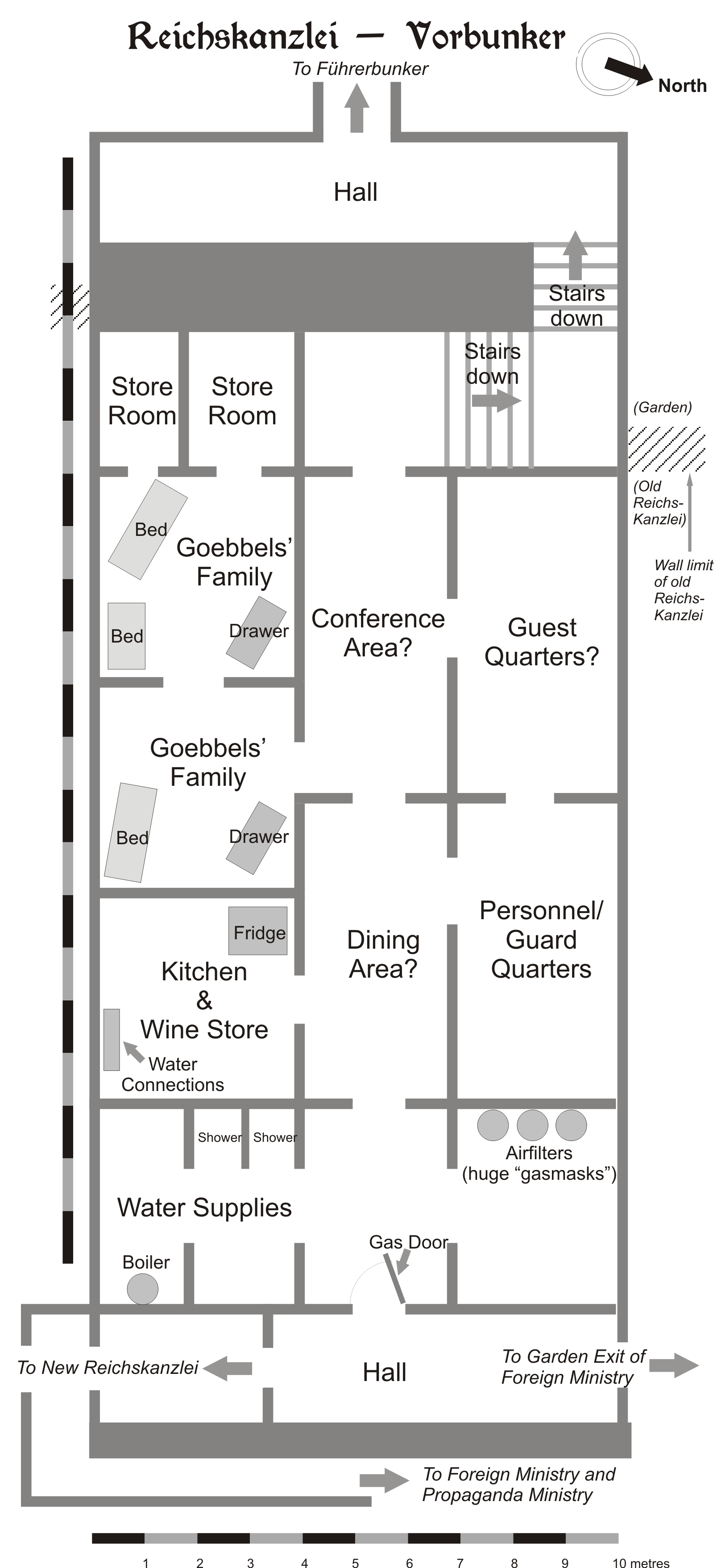
Plano del Vorbunker, con la disposición conocida para abril de 1945.

El Vorbunker (antebúnker o búnker superior) era una estructura subterránea de concreto originalmente destinada a ser un refugio antiaéreo temporal para Adolf Hitler y sus guardias y sirvientes. Estaba ubicado detrás de la gran sala de recepciones que se agregó a la antigua Cancillería del Reich en Berlín, Alemania, en 1936. El búnker se llamaba oficialmente «refugio antiaéreo de la Cancillería del Reich» hasta 1943, cuando el complejo se amplió con la construcción del Führerbunker, ubicado un nivel inferior. El 16 de enero de 1945, Hitler se mudó al Führerbunker. Se le unió su personal superior, entre ellos Martin Bormann. Más tarde, Eva Braun y Joseph Goebbels se trasladaron al Führerbunker, mientras Magda y sus seis hijos se instalaron en el Vorbunker superior. La familia Goebbels vivió en el Vorbunker hasta su muerte el 1 de mayo de 1945.

## Construcción
En 1933, Adolf Hitler decidió expandir la Cancillería del Reich (Reichskanzlei), que consideraba demasiado pequeña para sus necesidades. El 21 de julio de 1935, Leonhard Gall presentó planes para una gran sala de recepciones —que también podría usarse como salón de baile— que se construiría en la antigua Cancillería. Los esbozos eran únicos debido al gran sótano que conducía un metro y medio más hasta un búnker, que más tarde se conoció como el Vorbunker.
El techo del Vorbunker tenía 1.6 m de grosor, dos veces tan grueso que el búnker debajo el edificio cercano del Ministerio de Aire. Las paredes gruesas del Vorbunker apoyaban el peso de la sala de recepción encima.  Tenía tres puntos de entrada: al del norte, al oeste y del sur. La construcción estuvo completada en 1936  y contó con doce habitaciones que se ramificaban desde un único pasillo.
El Führerbunker fue construido por la compañía Hochtief como parte de un extenso programa de construcción subterránea en Berlín. Estuvo terminado en 1944 y fue conectado al Vorbunker por una escalera en ángulo recto —no una escalera de caracol—. Los dos búnkeres podían cerrarse entre sí por una mampara y una puerta de acero. Un destacamento de guardia permanente estuvo asignado a la puerta de acero. El Führerbunker se encontraba a unos 8.5 m debajo del jardín de la antigua Cancillería del Reich y 120 m al norte del nuevo edificio de la Cancillería del Reich en Voßstraße 6. El Führerbunker estaba ubicado 2.5 m más bajo que el Vorbunker y en dirección oeste-suroeste. Los alojamientos para Hitler fueron trasladados al Führerbunker y, en febrero de 1945, habían sido decorados con muebles de alta calidad tomados de la Cancillería, junto con varias pinturas al óleo enmarcadas.

## Acontecimientos

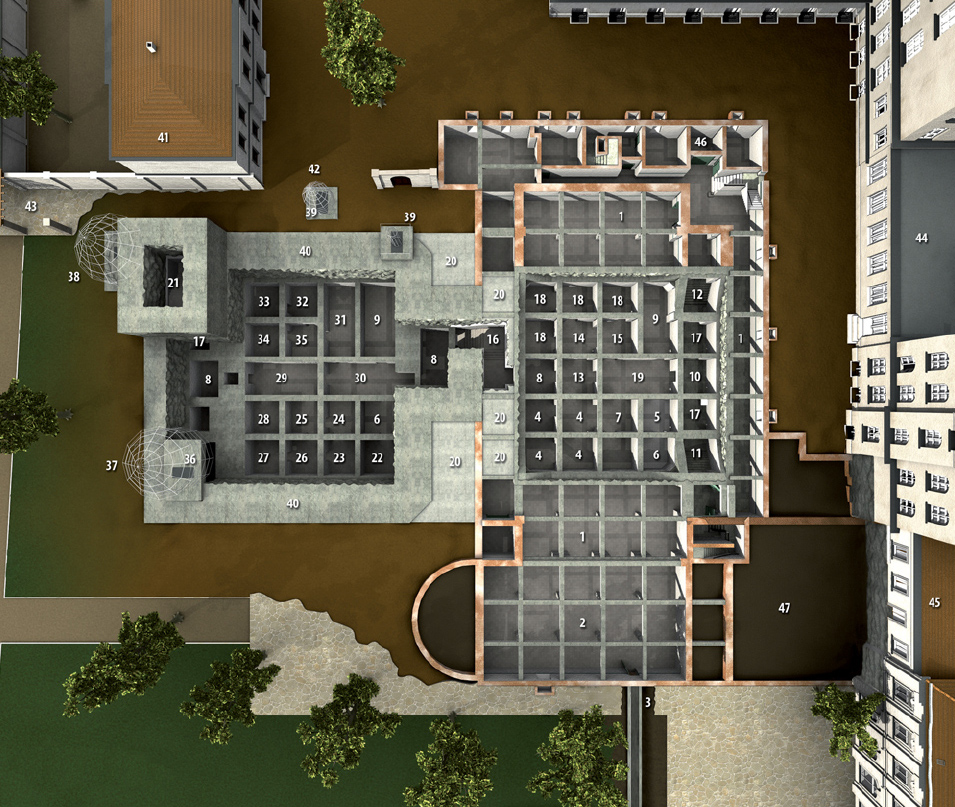
Modelo 3D del Führerbunker (izquierda) y el Vorbunker (derecha).

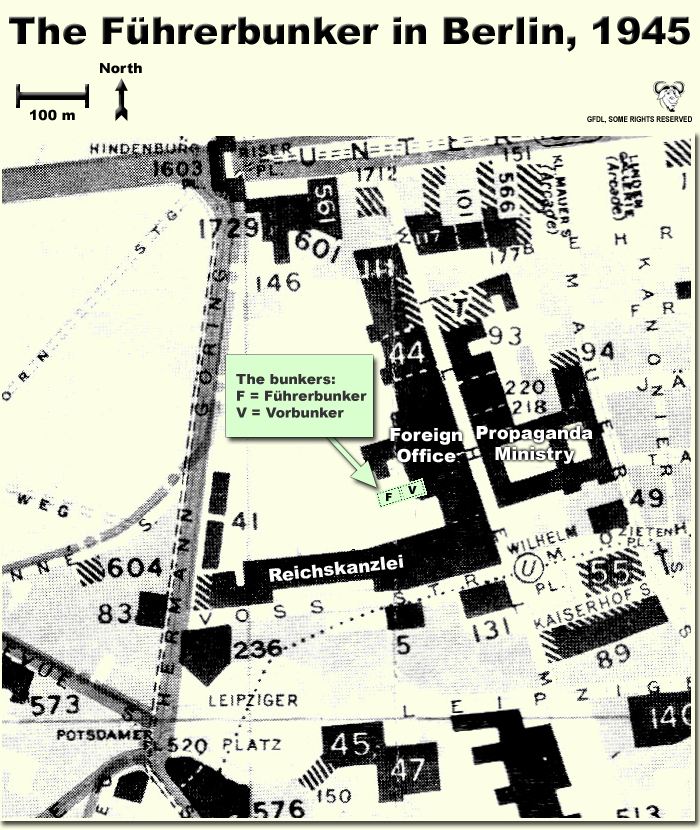
Mapa que muestra las ubicaciones del Führerbunker y el Vorbunker en Berlín (1945).

Los primeros simulacros de ataque aéreo para el distrito del gobierno central de Berlín, que incluía la Cancillería del Reich, ocurrieron en el otoño de 1937. El protocolo para los simulacros declaraba en parte:

Para llevar a cabo los simulacros de ataque aéreo, se requiere una regulación precisa para los tres edificios de oficinas, Wilhelmstraße 77, Wilhelmstraße 78 y Voßstraße 1   [...] Los funcionarios y residentes de Wilhelmstraße 78 y Voßstraße 1 pueden ir a los refugios sustitutos en Wilhelmstraße 78 y Voßstraße 1. Los habitantes de la Casa del Canciller del Reich, Wilhelmstraße 77, utilizarán el refugio debajo del salón de baile.

 Los únicos residentes de Wilhelmstraße 77 eran Hitler y sus guardaespaldas, ayudantes, ordenanzas y sirvientes. Se desconoce si el Vorbunker se usó antes de enero de 1945. Hitler transfirió su cuartel general al Führerbunker en Berlín el 16 de enero de 1945, donde él —junto con su influyente secretario privado, el Reichsleiter Martin Bormann y otros— permaneció hasta finales de abril. Posteriormente, el Vorbunker fue utilizado por varios oficiales militares y albergó a guardaespaldas personales de Hitler. En abril de 1945, mientras la batalla en Berlín se prolongaba, Joseph Goebbels mostró su fuerte apoyo a Hitler al trasladar a su familia al Vorbunker. Estuvo en una habitación del Führerbunker que había sido desocupada recientemente por el médico personal de Hitler, Theodor Morell. Se utilizaron dos habitaciones en el Vorbunker para el suministro de alimentos. Constanze Manziarly, la cocinera y dietista personal de Hitler, preparaba los alimentos en la cocina, que estaba equipada con un refrigerador y una provisión de vinos.
En la noche siguiente al suicidio de Hitler, el 1 de mayo de 1945, Goebbels llevó a un dentista de las SS, Helmut Kunz, para que inyectara morfina a sus seis hijos, de manera que cuando estuvieran inconscientes podrían aplastar una ampolla de cianuro en cada una de sus bocas. Según el testimonio posterior de Kunz, les administró a los niños inyecciones de morfina, pero fueron Magda Goebbels y el SS-Obersturmbannführer Ludwig Stumpfegger, médico personal de Hitler, quien administró las ampollas.
Después, Goebbels y su esposa subieron las escaleras hasta el nivel del suelo y atravesaron la salida de emergencia del Führerbunker al jardín bombardeado detrás de la Cancillería del Reich. Existen varias cuentas diferentes sobre lo que sucedió después. Según una cuenta, Goebbels le disparó a su esposa y luego a sí mismo. Otro relato dice que cada uno mordió una ampolla de cianuro y recibió un tiro de gracia inmediatamente después por el ayudante de las SS de Goebbels, Günther Schwägermann. Este último testificó en 1948 que la pareja caminó delante de él por las escaleras y salió al jardín de la Cancillería. Esperó en la escalera y escuchó el sonido de los «disparos». Schwägermann luego subió y salió. Allí vio los cuerpos sin vida de la pareja. Siguiendo la orden previa de Goebbels, Schwägermann le dijo a un soldado de las SS que se asegurara de que él estuviera muerto. El soldado disparó contra el cuerpo de Goebbels, que no se movió. Los cuerpos fueron rociados con gasolina, pero los restos quedaron parcialmente quemados y no fueron enterrados.
A las 01:00 h del 2 de mayo, los soviéticos recogieron un mensaje de radio del LVI Cuerpo Panzer solicitando un alto el fuego y declarando que llegarían los emisarios bajo una bandera blanca al puente Potsdamer. Temprano en la mañana del 2 de mayo, los soviéticos capturaron la Cancillería del Reich. El general de artillería Helmuth Weidling, comandante del Área de Defensa de Berlín, se rindió con su personal a las 06:00 h. Abajo, en el Führerbunker, el jefe del Estado Mayor del Ejército general Hans Krebs y el ayudante en jefe de Hitler Generalleutnant Wilhelm Burgdorf se suicidaron de un disparo en la cabeza. Johannes Hentschel, el electromecánico para el complejo del búnker, se quedó después de que todos los demás se hubieran suicidado o ido, porque el hospital de campaña en la Cancillería del Reich por encima necesitaba energía eléctrica y agua. Se entregó al Ejército Rojo cuando entraron al complejo de búnkeres a las 09:00 h el 2 de mayo. Los cuerpos de Goebbels y seis niños fueron descubiertos el 3 de mayo; estos fueron encontrados en sus camas en el Vorbunker; con una clara mancha de cianuro en sus rostros.

## Posguerra
Las ruinas de ambos edificios de la Cancillería fueron arrasadas por los soviéticos entre 1945 y 1949, como parte de un esfuerzo por destruir los hitos del Tercer Reich. El complejo de búnkeres sobrevivió en gran medida, aunque algunas áreas se inundaron parcialmente. En diciembre de 1947, los soviéticos intentaron volar los búnkeres, pero solo fueron dañados los muros de separación. En 1959, el Gobierno de la Alemania Oriental comenzó una serie de demoliciones de la Cancillería, que incluyó el complejo de búnkeres. En 1974, se bombeó 1.5 m de agua desde el interior de los búnkeres, mientras la Stasi realizó un estudio del interior del Vorbunker y tomó medidas externas del Führerbunker. Como estaba cerca del muro de Berlín, el sitio estuvo subdesarrollado y descuidado hasta después de la reunificación.
Durante la construcción de viviendas residenciales y otros edificios en el sitio en 1988-1989, varias secciones subterráneas del complejo de búnkeres fueron descubiertas por equipos de trabajo. En abril de 1988, el Gobierno de la Alemania Oriental permitió varias visitas al sitio por parte de periodistas fotográficos. Se bombeó el agua en el Vorbunker durante cuatro días antes de que se pudiera acceder a través del pasadizo subterráneo que conducía desde la Cancillería. El piso interior del Vorbunker estaba cubierto con un lodo fangoso por haber estado bajo el agua durante varios años. Viejas botellas de vino vacías fueron encontradas en el piso de la cocina y la bodega. Aún presentes en la habitación al lado de la cocina estaban los marcos rotos de las literas utilizadas por los niños Goebbels. Al final del corredor estaban las escaleras que conducían al Führerbunker. Sin embargo, no se podía ir más allá del piso intermedio, ya que el Führerbunker todavía estaba bajo el agua y el techo más allá de la puerta se había derrumbado debido a las demoliciones realizadas en 1947. Después de estas inspecciones, la mayoría de los equipos de trabajo se retiraron y se destruyó el complejo de búnkeres. El muro superior y las paredes externas del Vorbunker fueron las primeras estructuras en ser derribadas. La construcción de edificios en el área alrededor del complejo era una estrategia para garantizar que el entorno permaneciera anónimo y sin complicaciones. El punto de salida de emergencia del Führerbunker, que había estado en los jardines de la Cancillería, estaba ocupado por un estacionamiento.

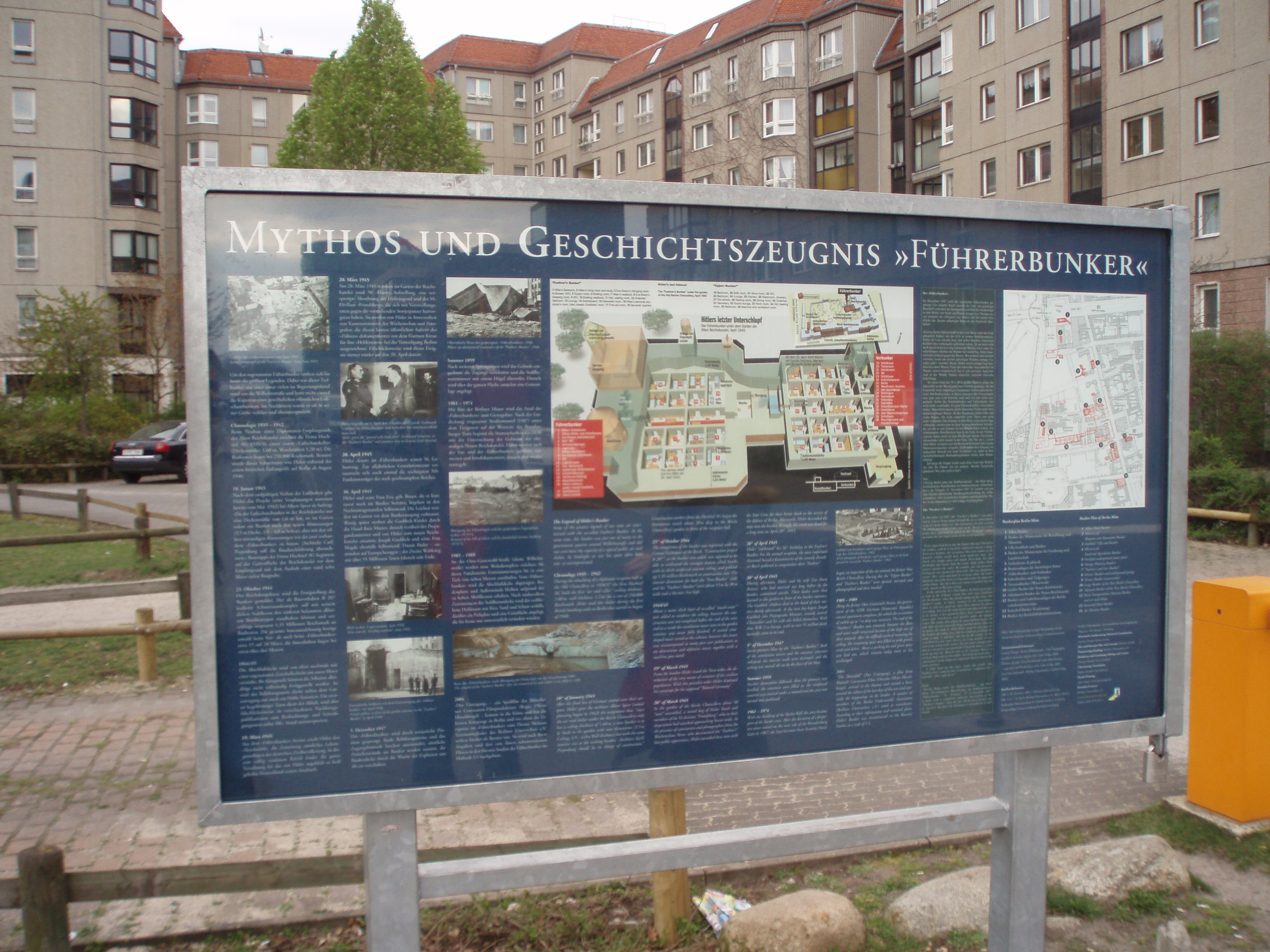
Sitio del complejo del búnker en 2007.

El 8 de junio de 2006, durante el período previo a la Copa Mundial de la FIFA 2006, se instaló un panel de información para marcar la ubicación del complejo de búnkeres. El tablero con un diagrama esquemático del complejo se ubica en la esquina de In den Ministergärten y Gertrud-Kolmar-Straße, dos pequeñas calles a unos tres minutos a pie de Potsdamer Platz. El guardaespaldas de Hitler, Rochus Misch, una de las últimas personas que vivían en el búnker en el momento del suicidio de Hitler, estuvo presente para la ceremonia.